# آبارکا د کامپس
آبارکا د کامپس (به اسپانیایی: Abarca de Campos) یک شهرستان در اسپانیا است که در استان پالنسیا واقع شده‌است.

## خصوصیات
آبارکا د کامپس ۱۱ کیلومترمربع مساحت و ۴۷ نفر جمعیت دارد.